# Hans Buzek
Johann „Hans” Buzek (ur. 22 maja 1938 w Wiedniu) – austriacki piłkarz grający na pozycji napastnika. W swojej karierze rozegrał 42 mecze w reprezentacji Austrii i strzelił w nich 9 goli.

## Kariera klubowa
Swoją karierę piłkarską Buzek rozpoczął w klubie First Vienna FC. W sezonie 1954/1955 zadebiutował w jego barwach w austriackiej Bundeslidze i w debiutanckim sezonie wywalczył tytuł mistrza Austrii. W sezonie 1955/1956 z 33 golami został królem strzelców ligi.
W trakcie sezonu 1962/1963 Buzek przeszedł do innego wiedeńskiego klubu, Austrii. Wiosną 1963 wywalczył z nią mistrzostwo kraju, a także zdobył Puchar Austrii. W sezonie 1965/1966 z 19 golami został po raz drugi w karierze najlepszym strzelcem austriackiej ligi. W sezonie 1966/1967 sięgnął po swój drugi krajowy puchar z Austrią.
W 1967 roku Buzek odszedł do Wiener SC. Z kolei w sezonie 1969/1970 występował w FC Dornbirn 1913. W 1970 roku został zawodnikiem Rapidu Wiedeń. W 1972 roku zdobył z nim Puchar Austrii. W sezonie 1972/1973 występował w Austrii Klagenfurt, w której zakończył karierę.
| Sezon   | Klub               | Kraj    | Rozgrywki  | Mecze | Bramki |
| ------- | ------------------ | ------- | ---------- | ----- | ------ |
| 1954/55 | First Vienna FC    | Austria | Bundesliga | 7     | 8      |
| 1955/56 | First Vienna FC    | Austria | Bundesliga | 26    | 33     |
| 1956/57 | First Vienna FC    | Austria | Bundesliga | 26    | 15     |
| 1957/58 | First Vienna FC    | Austria | Bundesliga | 25    | 29     |
| 1958/59 | First Vienna FC    | Austria | Bundesliga | 9     | 12     |
| 1959/60 | First Vienna FC    | Austria | Bundesliga | 19    | 15     |
| 1960/61 | First Vienna FC    | Austria | Bundesliga | 22    | 13     |
| 1961/62 | First Vienna FC    | Austria | Bundesliga | 24    | 11     |
| 1962/63 | First Vienna FC    | Austria | Bundesliga | 6     | 2      |
| 1962/63 | Austria Wiedeń     | Austria | Bundesliga | 6     | 2      |
| 1963/64 | Austria Wiedeń     | Austria | Bundesliga | 27    | 7      |
| 1964/65 | Austria Wiedeń     | Austria | Bundesliga | 19    | 7      |
| 1965/66 | Austria Wiedeń     | Austria | Bundesliga | 24    | 19     |
| 1966/67 | Austria Wiedeń     | Austria | Bundesliga | 32    | 19     |
| 1967/68 | Wiener SC          | Austria | Bundesliga | 17    | 7      |
| 1968/69 | Wiener SC          | Austria | Bundesliga | 24    | 11     |
| 1969/70 | FC Dornbirn 1913   | Austria | Bundesliga | 27    | 4      |
| 1970/71 | Rapid Wiedeń       | Austria | Bundesliga | 30    | 11     |
| 1971/72 | Rapid Wiedeń       | Austria | Bundesliga | 19    | 1      |
| 1972/73 | Austria Klagenfurt | Austria | Bundesliga | 23    | 3      |

## Kariera reprezentacyjna
W reprezentacji Austrii Buzek zadebiutował 30 października 1955 roku w wygranym 2:1 meczu Pucharu im. Dr. Gerö z Jugosławią, rozegranym w Wiedniu. W 1958 roku został powołany do kadry na mistrzostwa świata w Szwecji. Na nich rozegrał trzy mecze: z Brazylią (0:3), ze Związkiem Radzieckim (0:2) i z Anglią (2:2). Od 1955 do 1969 roku rozegrał w kadrze narodowej 42 mecze i zdobył w nich 9 bramek.